# Chavigny (Meurthe-et-Moselle)
Chavigny ist eine französische Gemeinde mit 1686 Einwohnern (Stand 1. Januar 2022) im Département Meurthe-et-Moselle in der Region Grand Est. Sie gehört zum Arrondissement Nancy und zum Gemeindeverband Moselle et Madon.

## Geografie
Die Gemeinde Chavigny liegt etwa acht Kilometer südwestlich des Stadtzentrums von Nancy. Das 6,76 km² umfassende Gemeindegebiet erstreckt sich von einem rechten Seitental der Mosel bis auf das Plateau de Brabois mit dem 10.000 ha großen Forêt de Haye, der die Flusstäler von Mosel und Meurthe um bis zu 200 Meter überragt. Der Waldanteil am Gemeindegebiet Chavignys beträgt etwa 70 %. Das Siedlungsgebiet beschränkt sich auf den nur 400 Meter breiten Talbereich des Moselzuflusses Mazot. Nachbargemeinden von Chavigny sind Villers-lès-Nancy und Vandœuvre-lès-Nancy im Norden, Houdemont im Nordosten, Ludres im Osten, Messein und Neuves-Maisons im Süden sowie Chaligny im Westen. Im Norden der Gemeinde verläuft die Autoroute A33, die Westumgehung der Großstadt Nancy.

## Geschichte
Archäologische Funde von Resten kleiner Öfen, Schlacke und Holzkohle lassen den Schluss zu, dass um Chavigny bereits im sechsten und siebten Jahrhundert Eisenerz gefunden und verhüttet wurde.
Die ersten Berichte über den Eisenerz-Bergbau in Chavigny, Chaligny und Neuves-Maisons stammen von Mönchen der Abtei von Saint-Vincent in Metz, die das Kloster Santa Lucia in Neuves-Maisons gründeten. Im zwölften Jahrhundert waren die Einwohner Chavignys vom benachbarten Chaligny abhängig. 1151 wurde das Kloster Clairlieu nur wenige Kilometer nördlich von Chavigny in einer Waldlichtung gegründet. Die Mönche dieses Klosters erhielten unter anderem auch Schürfrechte im Bann von Chavigny, die sie mit den Mönchen der Abtei Beaupré in Moncel-lès-Lunéville und den Mönchen aus Flabémont teilten. 1291 arbeitete in Chavigny ein mit Wasserkraft angetriebenes Pochwerk, mit dem das Erz zerkleinert wurde. Es existierte auch eine Schmiede, die sich im heutigen Gemeindegebiet von Neuves-Maisons befindet.
Bis in das 15. Jahrhundert hinein existieren fast keine schriftlichen Quellen, was auf zahlreiche Fehden zurückgeführt wird, wobei Chavigny wahrscheinlich mindestens einmal zerstört wurde. Erst für 1425 tauchen wieder Zahlen auf. Sie führen 40 Kamine in Chavigny auf, was etwa 200 Einwohnern entspricht. In den nachfolgenden Kriegen zwischen Lothringen und Burgund wurde die Umgebung erneut verwüstet. 1475 sorgte der lothringische Herzog René II. für die Wiederansiedlung der Bevölkerung, indem er ihnen umfassenden Schutz gewährte. Das Dorf hieß damals Saint-Blaise und befand sich etwa 500 Meter nördlich des heutigen Dorfkerns.
Im Mai 2005 endeten umfangreiche Ausgrabungen im Bereich um Chavigny, die Keramikfragmente, Tierknochen und Eisengegenstände sowie Kohlereste zutage förderte und so einen neuen, umfassenden Einblick in die Geschichte dieses ehemaligen Bergbaugebietes bot.
Im Dreißigjährigen Krieg wurde auch Chavigny nicht verschont und wie viele andere Dörfer Lothringens entvölkert.
1789 sind für Chavigny 150 bis 160 Häuser ausgewiesen, darunter sechs (in anderer Quelle acht) Bauernhöfe mit typischer lothringischer Toreinfahrt. Viele Einwohner waren damals Winzer. Über eine neue Straße nach Nancy mit einer markanten Haarnadelkurve konnte der Wein zum Verkauf in die Stadt gebracht werden.
Die Voraussetzungen zum Bau eines Hochofens – Eisenerzvorkommen nahe oder an der Oberfläche, Wasserkraft und Holzreichtum – waren in Chavigny gegeben und so entstand 1837 eine Hütte, die anfangs sechs bis acht feste und 20 bis 30 saisonale Arbeiter beschäftigte. Die Eisenhütte ging 1845 in Konkurs, wurde 1857 neu konzessioniert. Der Betrieb blieb relativ klein und existierte bis 1876. Im Jahr 1872 entstand durch 18 Hauptaktionäre die Aktiengesellschaft der Haute-Moselle. Die Gesellschaft erwarb 4000 Hektar Bergbauland und erhielt die Konzession zum Abbau von Eisenerz (auch um Chavigny) und zum Bau eines Stahlwerkes in der Nachbargemeinde Neuves-Maisons. Von diesem Zeitpunkt an strömten Arbeiter aus Belgien, Luxemburg, dem Elsass, aus Savoyen, dem Piemont und dem Aostatal, aus den Vogesen, dem Jura, dem Zentralmassiv und aus der Auvergne in das Bergbaugebiet. Die Bevölkerung in Chavigny wuchs so von 500 im Jahr 1850 auf 1243 im Jahr 1906.
1910 wurde der südliche, 87 ha umfassende Teil der Gemeinde Chavigny abgetrennt und dem sich noch rasanter entwickelnden Neuves-Maisons zugeschlagen. Ursachen waren die Misere bei der Versorgung mit Wasser und die fehlenden Möglichkeiten, die Kinder in örtlichen Schulen unterzubringen. Neuves-Maisons konnte die Probleme damals besser lösen. In der Folgezeit nahm Chavigny allmählich wieder einen dörflichen Charakter an. 1911 wurden 1144 Einwohner gezählt.
1932 wurde am Rande Chavignys begonnen, eines der ersten Sommerlager in Frankreich für Kinder aus der Umgebung zu errichten. Präsident Albert Lebrun kam 1935 zur Einweihung. Das Gelände verfiel und die letzten Gebäudereste wurden 2004 abgerissen.
Nachdem auch das Bergwerk im westlich gelegenen Maron 1968 geschlossen wurde, neigte sich die Bergbauära im Gebiet südwestlich von Nancy dem Ende. Das letzte verbliebene Stahlwerk der Region im nahen Neuves-Maisons verarbeitet heute vor allem Schrott.

### Bevölkerungsentwicklung
| Jahr      | 1962 | 1968 | 1975 | 1982 | 1990 | 1999 | 2006 | 2014 | 2021 |
| Einwohner | 1293 | 1459 | 1508 | 1410 | 1472 | 1599 | 1715 | 1867 | 1702 |

Im Jahr 2016 wurde mit 1895 Bewohnern die bisher höchste Einwohnerzahl ermittelt. Die Zahlen basieren auf den Daten von INSEE.

## Sehenswürdigkeiten
- Kirche Saint-Blaise Blaise
- ehemaliges öffentliches Waschhaus (Lavoir)

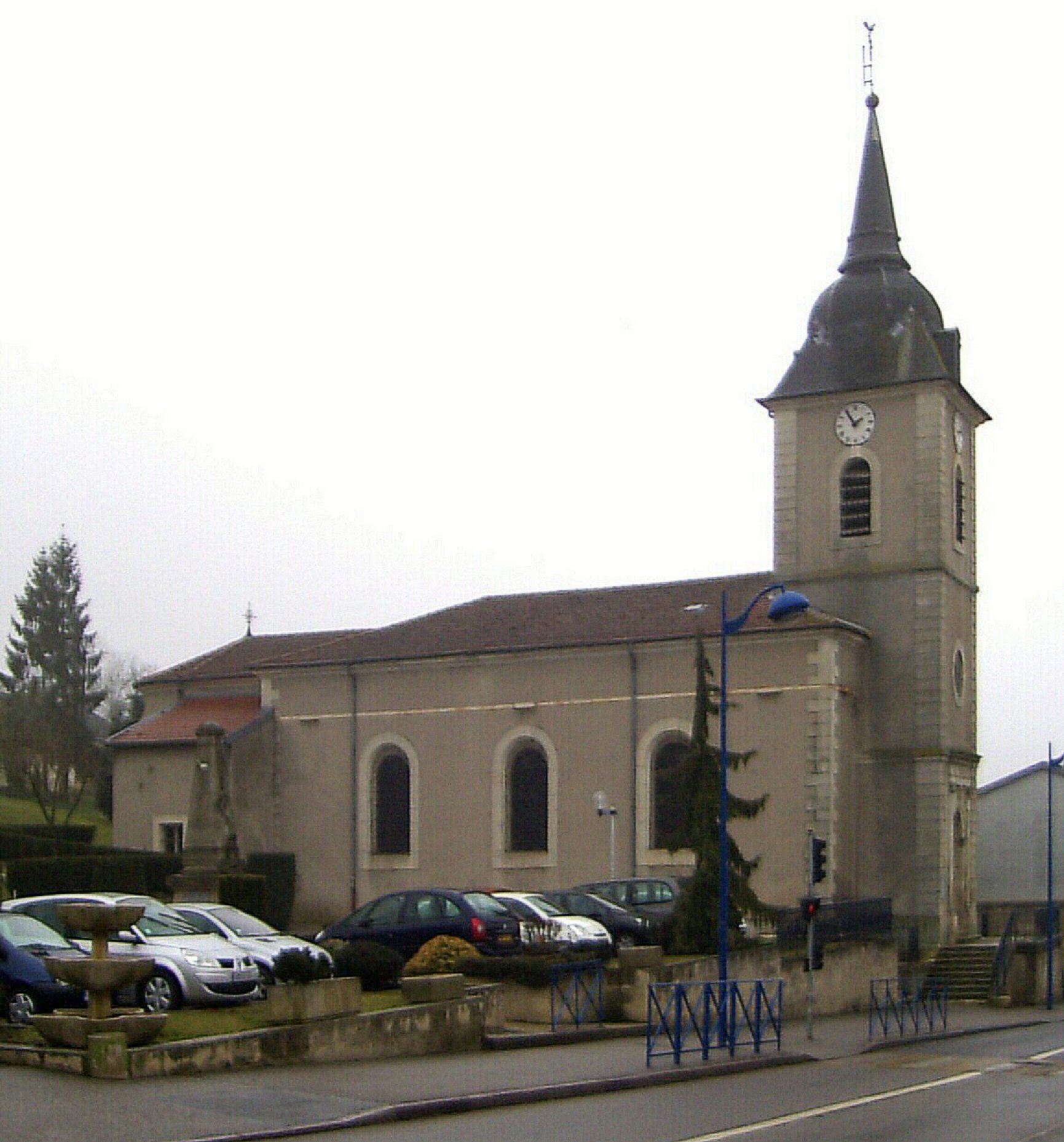
Kirche St. Blasius in Chavigny aus dem 18. Jahrhundert
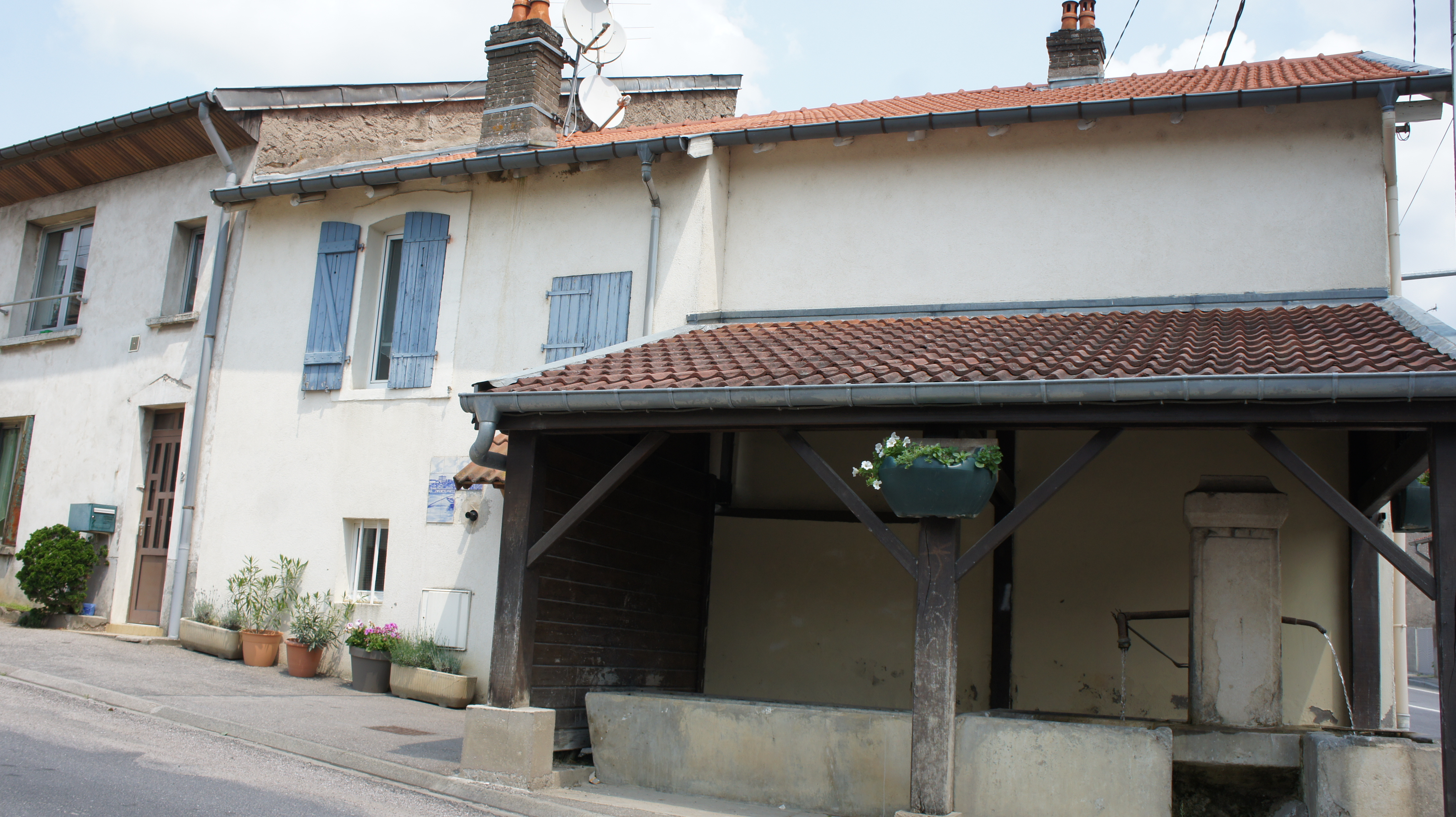
Lavoir

## Wirtschaft und Infrastruktur
In Chavigny sind kleine Handwerks- und Dienstleistungsbetriebe ansässig. Im Norden der Gemeinde, direkt an der Autobahnauffahrt, liegt das Gewerbegebiet Clairs Chênes. Viele Einwohner pendeln in die Industrie- und Dienstleistungsgebiete des nahen Ballungsraumes Nancy / Ludres / Neuves-Maisons.
Chavigny ist Schulstandort (École de Chavigny).
Die Gemeinde Chavigny ist über die Fernstraße D 974 mit Nancy und Neuves-Maisons verbunden. Im Norden der Gemeinde besteht Anschluss an die Autoroute A33 (Nancy-Lunéville). Der Bahnhof in Neuves-Maisons liegt drei Kilometer vom Ortskern Chavignys entfernt. Er liegt an der Bahnlinie Nancy–Mirecourt-Merrey, die vom Verkehrsunternehmen TER Grand Est betrieben wird.

## Belege
1. ↑  Geschichtsabriss auf ville-chavigny.fr (französisch)
2. ↑  Chavigny auf INSEE